# Вікові дерева колишньої садиби поміщика Григорія Глібова
Вікові́ дере́ва коли́шньої сади́би Г. М. Глі́бова  — ботанічна пам'ятка природи місцевого значення в Україні. Розташована в місті Чернігів, вул. Т. Шевченка, 97 (біля Садиби Глібова).
Площа 0,31 га. Статус дано згідно з рішенням Чернігівської обласної ради від 17 травня 2017 року № 18-9/VII. Перебуває у віданні: ЧНТУ (0,9 га), Інститут мікробіології (0,11 га), Школа-ліцей № 16 (0,11 га).
Статус дано для збереження групи вікових дерев кількістю 29 екземплярів, віком понад 100 років. До групи належать: 2 липи серцелисті, алея з 5 лип серцелистих, 2 гіркокаштани звичайні (на території ЧНТУ); 2 ялини європейські, 2 липи серцелисті, 7 гіркокаштанів звичайних (на території інституту мікробіології); 1 ялина європейська, 10 гіркокаштанів звичайних (на території Школи-ліцею № 16).
Пам'ятка природи має естетичну, наукову та природоохоронну цінність.
Поруч з пам'яткою природи «Вікові дерева бувшої садиби Г. М. Глібова» розташована ботанічна пам'ятка природи — «Група багатовікових дубів».

## Галерея

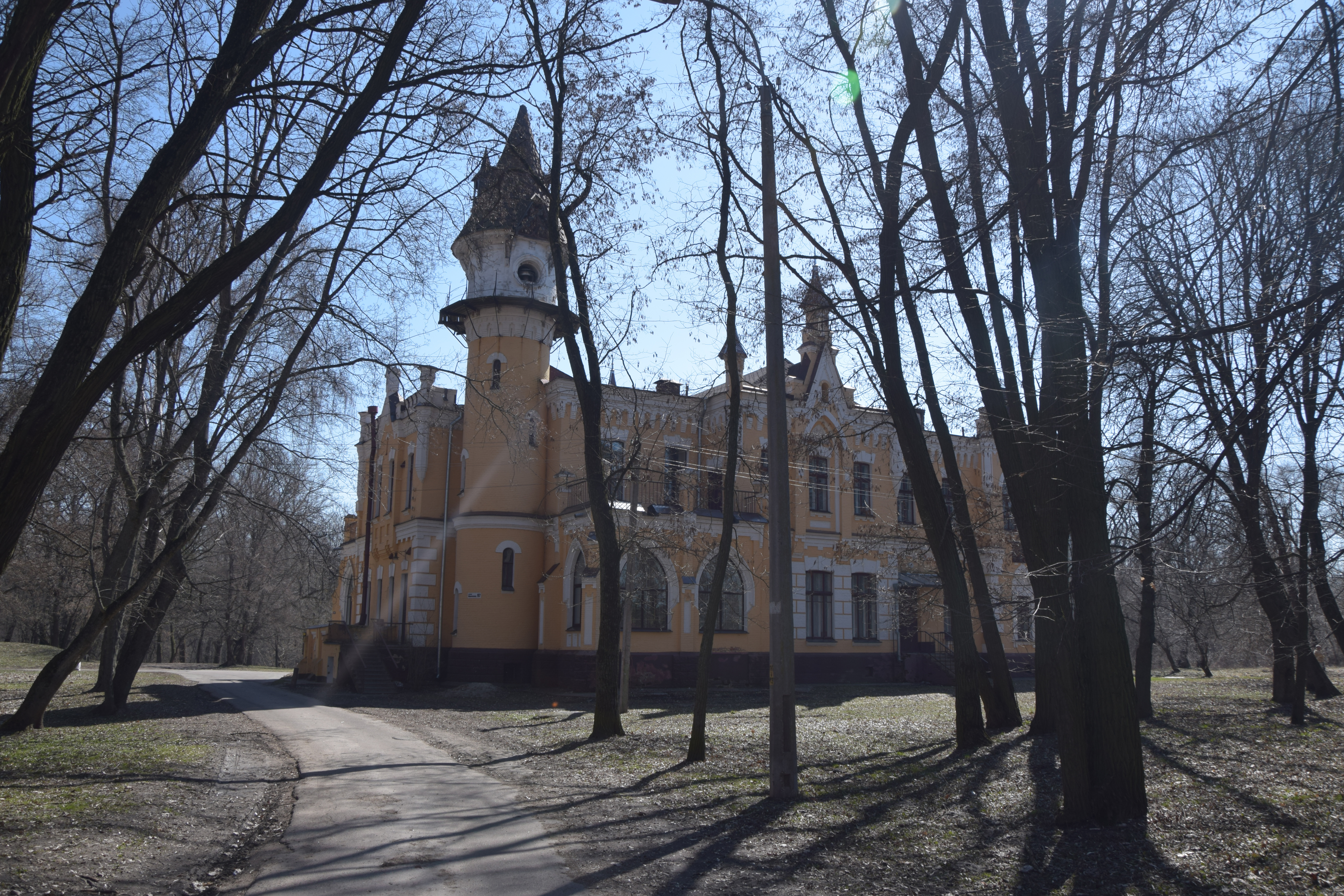
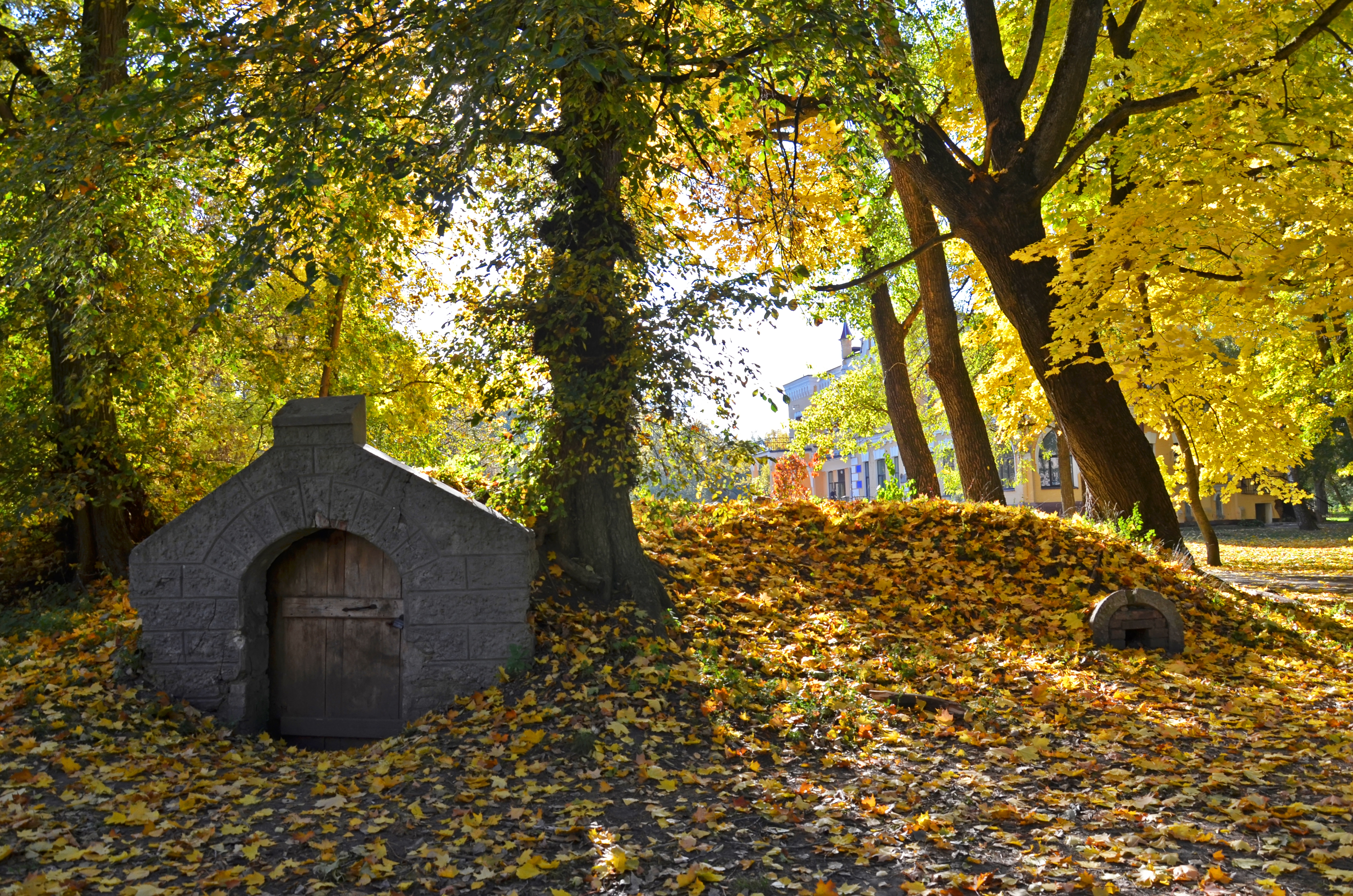